# 儀武剛
儀武 剛（ぎぶ つよし、1961年9月8日 - ）は沖縄県の政治家。元金武町長（3期）。金武町長在任中に北部市町村会長を4期務めた。

## 来歴
沖縄県金武町生まれ。1984年3月南九州大学園芸学部卒業。
1986年金武町役場採用。産業課、経済課、教育委員会社会教育課などを経て総務課財政係長を最後に2001年退職。2002年町長選挙に出馬し初当選。
2014年4月6日に行われた金武町長選挙には立候補せず、仲間一を後継候補として擁立し、後援会長を務めた。また、2014年沖縄県知事選挙に下地幹郎が立候補した際は、選挙対策本部長を務めた。
2015年9月1日、維新の党が次期参院選に儀武を擁立することを発表。維新の党分裂後はおおさか維新の会に参加し、2016年7月の第24回参議院議員通常選挙は同党公認で参議院比例区から出馬したが、次点で落選した。
2020年2月、儀間光男前参議院議員らが維新を離党した保守系中道議員や自民党、公明党などの玉城デニー沖縄県知事らオール沖縄勢力と距離を置く勢力の支援を目的とした政策提言集団「21令和の会」を発足させると儀武もこれに参加し、同会の副会長に就任した。

## 政治活動

### 金武町 町長時代
- 待機児童ゼロを実現
- 幼稚園の保育料無料を実現
- 高校3年生までの医療費無料を実現

## Facebookの町宣言
2012年3月6日、地域の防災や地域住民のためのコミュニティとしてFacebookを活用することを宣言。2011年末には町の歴史を誰でも気軽に見ることができるように、Facebookのタイムライン機能が公開されると同時に町の歴史をタイムラインに載せました。

## ラジオ番組
沖縄県の地域ラジオ局FMうるまにて、毎週水曜日18時30分〜19時まで「儀武剛のGIbu&Talk」というラジオ番組を展開中。

## 政治家YouTuberとしての活動
考え方や政治活動をよりわかりやすく伝えるため、政治家YouTuberとしてYouTubeチャンネル「儀武剛」を公開。

## 不祥事

### 公職選挙法違反
第24回参議院議員通常選挙の際、選挙運動用ポスターを掲示するなどした報酬として現金を渡したとして、儀武の運動員の男4人が公職選挙法違反（買収、被買収）罪で逮捕された。

## エピソード
- 1982年7月（20歳）、ヒッチハイクで日本横断の旅を達成（20才日本縦断ヒッチハイク）
- 2002年（40歳）、ヒッチハイクで日本横断の旅に再チャレンジ（40才日本縦断ヒッチハイク）
- 趣味はハーモニカ